# Tilburgsche Waterleiding Maatschappij

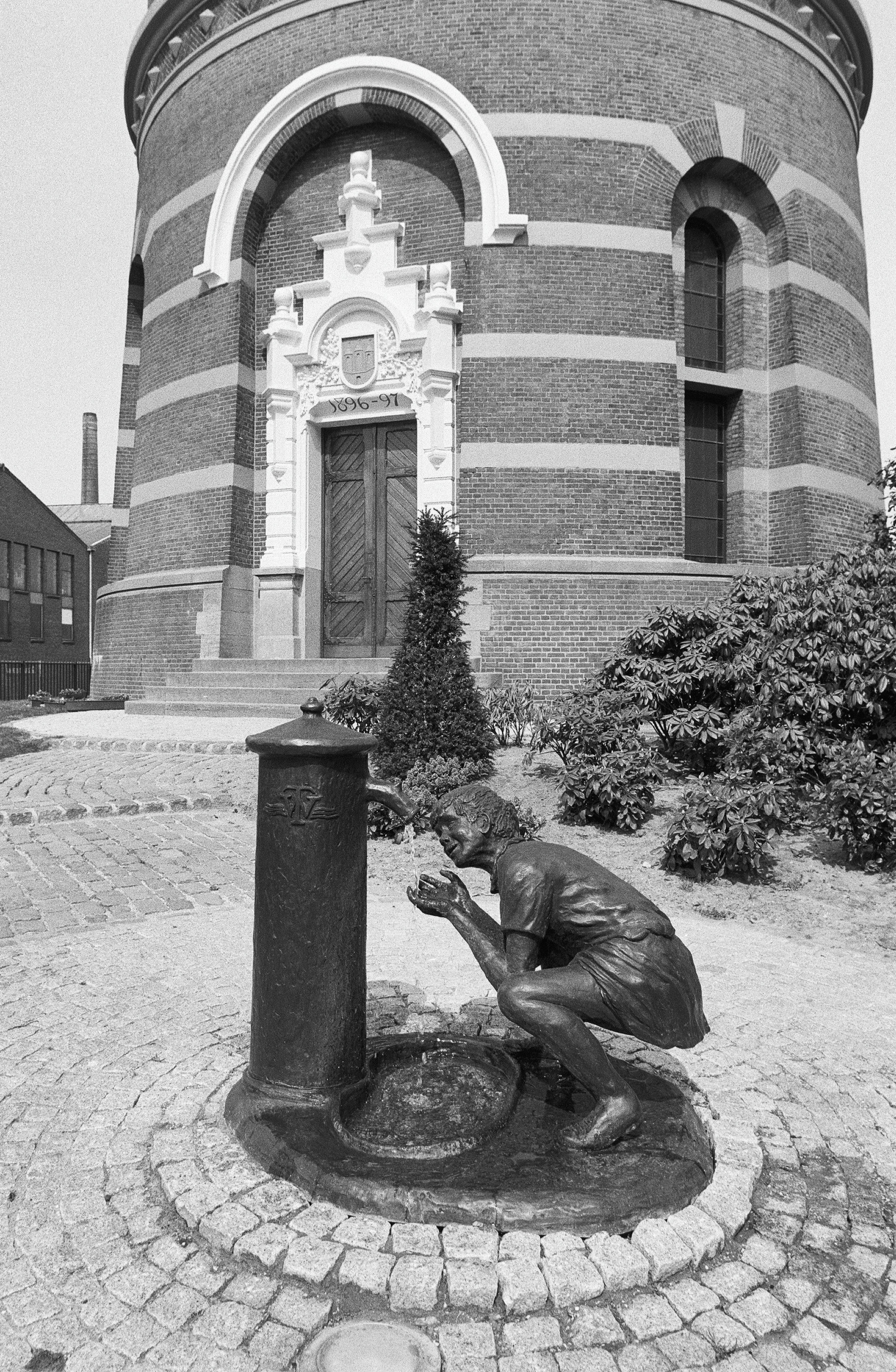
Ingang watertoren met beeldje van een dorstige gebruiker

De N.V. Tilburgsche Waterleiding Maatschappij (TWM) was het waterleidingbedrijf dat van 1898 tot 2006 drinkwater leverde in Tilburg en vanaf 1931 ook in Goirle.

## Geschiedenis
Na verschillende pogingen om de watervoorziening in Tilburg te verbeteren, werd in 1895 de N.V. Tilburgse Waterleiding Maatschappij opgericht, die een concessie van de gemeente kreeg om water op te pompen en te verkopen. Zoals de naam aangeeft was het een particuliere maatschappij. De meeste aandeelhouders kwamen van buiten Noord-Brabant en ook de eerste directeuren waren geen Brabanders.
Het ontwerp voor de waterleiding was afkomstig van Hidde Halbertsma. Het waterwingebied lag in de bossen tussen Tilburg en Gilze en aan de Bredaseweg werd een watertoren gebouwd. Op 27 augustus 1898 werd het eerste leidingwater geleverd door een fontein voor het oude stadhuis aan de Oude Markt aan te zetten. 
Aanvankelijk richtte de maatschappij zich vooral op de levering aan bedrijven zoals textielfabrieken die belang hadden bij schoon water voor het productieproces. De tarieven voor particulieren waren hoog. Dit leidde in de jaren 1930 tot de oprichting van een actiecomité onder leiding van Pius Arts. Bij de gemeenteraadsverkiezingen van 1935 werden het protest tegen de weinig maatschappelijke houding van TWM vooral geuit door de lijst R.K. Zuiderfront, die dan ook de bijnaam waterleidinglijst kreeg. Lange tijd bleef de TWM een van de weinige ter beurze genoteerde particuliere waterleidingmaatschappijen in Nederland. Nadat eind jaren 1970 onrust was ontstaan vanwege het optreden van activistische aandeelhouders, bracht de gemeente Tilburg in maart 1980 een bod op de aandelen uit waardoor zij vrijwel het gehele aandelenkapitaal in bezit kreeg. In 2007 werd de Tilburgsche Waterleiding Maatschappij een onderdeel van Brabant Water. 
In 2005 verzorgde het bedrijf de watervoorziening van 92.677 aangesloten percelen. Het hoofdleidingnet was 842 kilometer lang. In totaal werd ruim twaalf miljoen m³ water geleverd.

## Minvermogenden
Toen de arbeiderswoningen op het waterleidingnet werden aangesloten kwamen er geen individuele meters. Daar stond tegenover dat deze woningen slechts één kraan mochten hebben die zo moest zijn aangelegd dat er alleen een emmer onder kon staan. Het aansluiten van een slang aan de kraan was verboden. Controle op een juist gebruik werd uitgeoefend door het boetemannetje, die voor overtreding van de regels boetes van minimaal 25 gulden (meer dan een week loon van een arbeider) kon uitdelen.